# 犬のジュース屋さん
『犬のジュース屋さん』（いぬのジュースやさん）及び、『犬のジュース屋さんZ』（いぬのジュースやさんぞね）は、おおひなたごうによる日本の漫画作品。

## 概要
『犬のジュース屋さん』は、『週刊ヤングジャンプ』（集英社）にて、2002年11合併号から、2002年23号まで連載された漫画。

続編漫画『犬のジュース屋さんZ』は、同じく『週刊ヤングジャンプ』にて、2007年21・22合併号から、2009年2・3合併号まで連載された漫画。全118話+外伝1話。

## 登場人物
犬さん
ジュース屋を経営するイヌ。シベリアが好物。
立体くん
シガーボックスが得意。
クマさん
犬さんのライバルでジュース屋を経営するクマ。
レモネード・ピンク
アメリカの歌姫。
両替のおばちゃん

サブ
番長。
エテファニー

プリンセステンホー

ネコちゃん
悩みを解決してくれるネコ。
アルパゴン
ネコちゃんの飼い主。

## 単行本
- おおひなたごう『犬のジュース屋さん』 集英社〈ヤングジャンプ・コミックス〉、全1巻
  1. 2002年2月1日発行、ISBN 4-08-782671-6
- おおひなたごう『犬のジュース屋さんZ』 集英社〈ヤングジャンプ・コミックス〉、全6巻
  1. 2008年1月23日発行、ISBN 978-4-08-877379-7
  2. 2008年6月19日発行、ISBN 978-4-08-877467-1
  3. 2008年12月24日発行、ISBN 978-4-08-877524-1
  4. 2009年6月19日発行、ISBN 978-4-08-877661-3
  5. 2009年11月19日発行、ISBN 978-4-08-877757-3
  6. 2010年4月24日発行、ISBN 978-4-08-877836-5